# Achaearanea gigantea
Achaearanea gigantea är en spindelart som först beskrevs av Eugen von Keyserling 1884.  Achaearanea gigantea ingår i släktet Achaearanea och familjen klotspindlar.
Artens utbredningsområde är Peru. Inga underarter finns listade i Catalogue of Life.